# Three for Shepp
Three for Shepp ist ein Jazzalbum von Marion Brown. Die am 1. Dezember 1966 im Rudy-Van-Gelder-Studio in Englewood, New Jersey, entstandenen Aufnahmen erschienen 1967 auf Impulse! Records.

## Hintergrund
Am wichtigsten für die Bedeutung Marion Browns sei es, dass dieser Musiker sich neben sowohl in freier Improvisation ausgekannt als auch mit Konsonanz, strukturierter Komposition und modalen und melodischen Formen der Improvisation vertraut war, notierte Chris May in den Liner Notes des Albums. Selbst in seinen härtesten Phasen sei er in seinem Spiel nie „schwieriger“ als etwa seine „Waffenbrüder“ Albert Ayler und Cecil Taylor gewesen, deren Namen unzähligen Menschen bekannt sind, die aber „ihre Musik nie wirklich gehört haben, sondern nur die schrillen Schreie ihrer Kritiker. Warum also wird Brown so oft aus dem Pantheon nach Coltrane ausgeschlossen und nur von Kennern gefeiert“, fragte May.
Der Grund für Browns Vernachlässigung liege nach Meinung des Autors vielleicht darin begründet, dass sich die Menschen in einer komplizierten Welt nach Einfachheit, Abgrenzungen und geraden Linien sehnen. Obwohl Browns Erbe nichts abschreckend Komplexes an sich habe, widersetzte sich seine Regenbogennatur der einfachen Kategorisierung, die Kritiker so lieben. Brown habe keinen Widerspruch darin gesehen, das Feuer auf Ascension (1965) zu schüren und eine Hauptrolle in dem eisig-abgeklärten Liederzyklus seines Freundes Harold Budd, The Pavilion of Dreams (Obscure Records, 1978), zu übernehmen.
Ende 1966 nahm Brown das Impulse!-Album in zwei verschiedenen Besetzungen auf, die drei Archie-Shepp-Kompositionen mit Dave Burrell und Bobby Kapp, die weiteren Stücke mit Stanley Cowell und Beaver Harris, während Norris Jones (Bass) und Grachan Moncur III (Posaune) bei allen Stücken mitgewirkt haben.
Das bei ezz-thetics 2024 erschienene Kompilationsalbum Three for Shepp to Gesprächsfetzen Revisited koppelt das Album Free for Shepp mit der LP Gesprächsfetzen, die Brown mit Gunter Hampel auf dem deutschen Label Calig veröffentlicht hatte. Brown und Hampel spielten auf Gesprächsfetzen mit Buschi Niebergall (Bass) und Steve McCall (Schlagzeug).

## Titelliste
- Marion Brown: Three for Shepp

1. New Blue 5:01
2. Fortunato 8:53
3. The Shadow Knows 3:03
4. Spooks (Archie Shepp) 4:31
5. West India (Archie Shepp) 6:23
6. Delicado (Archie Shepp) 6:42

Wenn nicht anders vermerkt, stammen die Kompositionen von Marion Brown.

## Rezeption
Thom Jurek verlieh dem Album in Allmusic fünf Sterne und schrieb, Marion Browns Three for Shepp sei der spiegelbildliche Begleiter zu Archie Shepps „Four for Trane“, das im Jahr zuvor aufgenommen wurde. Das Programm sei zu gleichen Teilen aufgeteilt in Browns eigene Kompositionen und Shepp-Stücke, die die zweite Hälfte einnehmen. Es falle sofort auf, wie ähnlich sich die beiden Musiker in Ton, Klangfarbe und Textur bei der Komposition waren. Das sei eine klassische Impuls!-Aufnahme dieser Epoche von einem verkannten Meister.
Nach Ansicht von Chris May, der die Ezzthetic-Kompilation in All About Jazz vorstellte, habe sich Brown bereits 1966 jeder Kategorisierung widersetzt, als er Three for Shepp aufnahm. Browns Eröffnungstitel „New Blues“ und Shepps Schlusstitel „Delicado“ seien zwar fesselnd, aber relativ orthodoxe Ausdrücke des „New Thing“ aus der Mitte der 1960er-Jahre. Die vier anderen Stücke seien aber auch noch 2024 bemerkenswert; insbesondere „West India“ mit seinen karibischen Verzierungen und dem Calypso-artigen Solo von Brown sei bereits ein erster Vorgeschmack auf das, was sich zu einem kontinuierlichen Strang in der Musik von Marion Brown entwickeln sollte.